# Pistias-Klasse

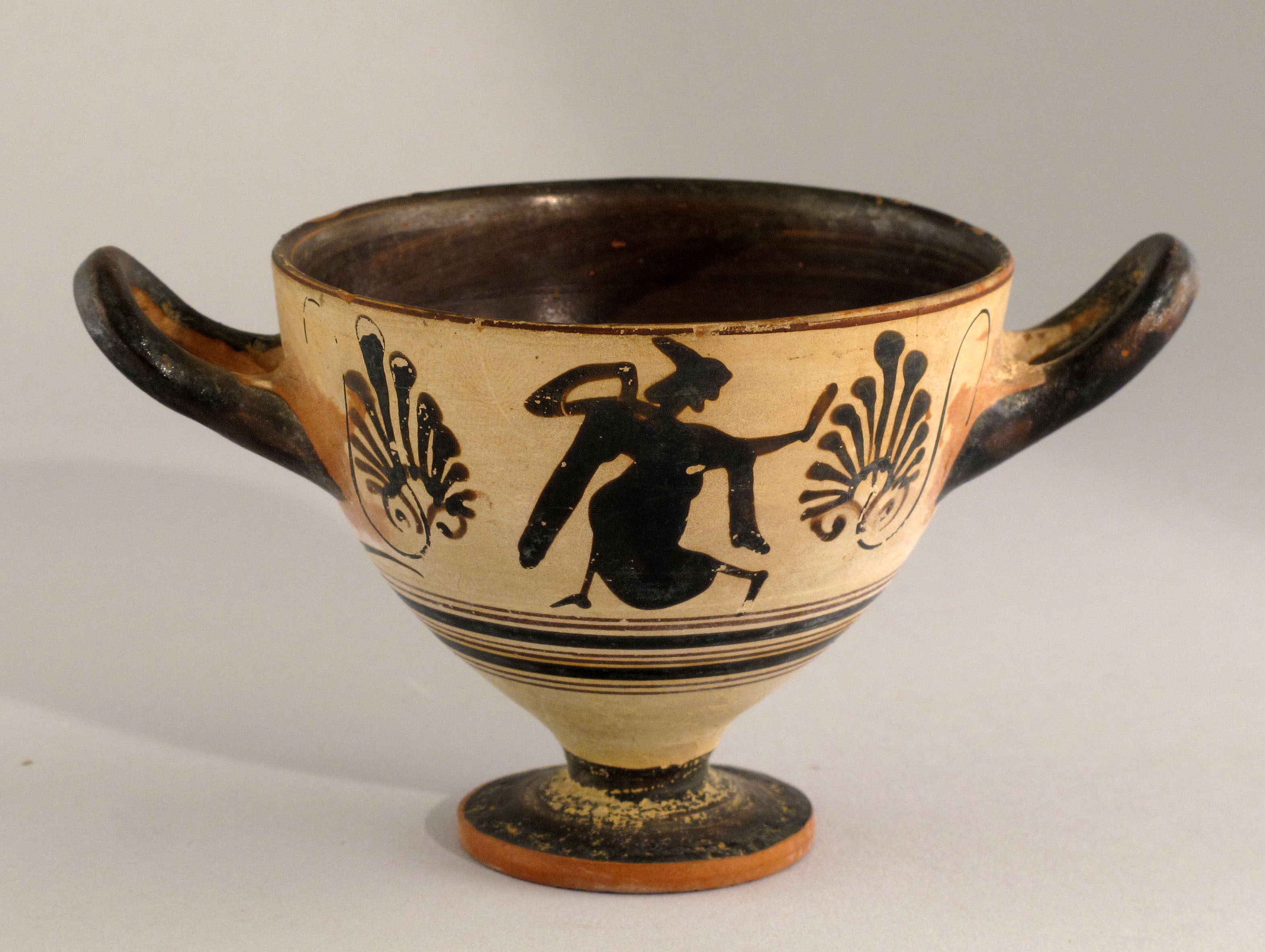
Tanzende Frau mit Krotala auf einem Skyphos der Pistias-Klasse des Haimon-Malers im Metropolitan Museum of Art (41.162.220)

Als Pistias-Klasse (englisch Pistias class) wird eine Klasse attisch-schwarzfiguriger Vasen des frühen 5. Jahrhunderts v. Chr. bezeichnet. Benannt ist die Klasse nach der Inschrift ΠΙΣΤΙΑΣ auf einer Vase in Kopenhagen.
Bei den Vasen handelt es sich um lippenlose Skyphoi, deren Körper die Form eines Mastos hat, jedoch mit einem Fuß und Schalenhenkeln. Die Qualität der Bemalung ist etwas höher einzuschätzen als die vieler zeitgleicher und vergleichbarer Gruppen und Klassen, etwa der Leafless-Gruppe und der Haimon-Gruppe. Beziehungen bestehen zur CHC-Gruppe.